# Религия в Танзании
Объединённая Республика Танзания — светское государство. Конституция страны провозглашает равенство возможностей для всех граждан, вне зависимости от их религии (статья 9), запрещает дискриминацию по религиозному признаку (статья 13) и гарантирует право на свободу вероисповедания (статья 19). Религиозные объединения регистрируются в Министерстве внутренних дел или в главном государственном регистраторе (для Занзибара).
Чуть более половины жителей Танзании (55 % — 60 %) являются христианами. Доля мусульман оценивается в 30 % — 32 %. Ещё примерно 12 % населения придерживается местных автохтонных верований.

## Христианство

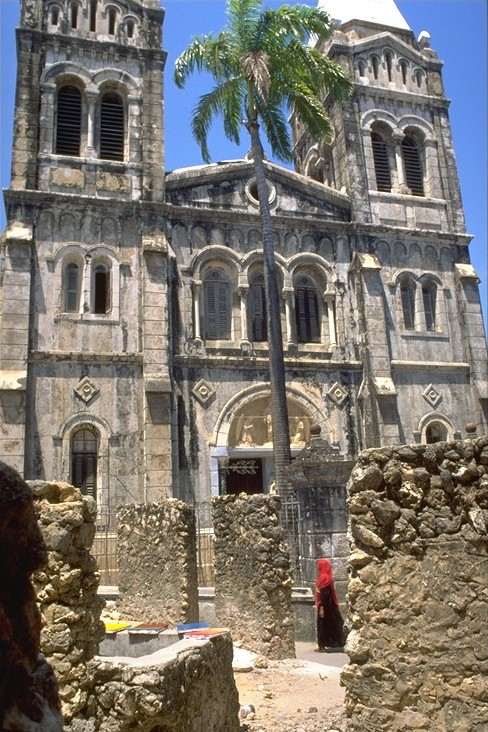
Кафедральный собор Св. Иосифа в Каменном городе

Первые христиане появились на территории Танзании в 1499 году. Это были монахи августинцы, приплывшие вместе с Васко да Гамой. В течение двух последующих столетий в стране действовала католическая миссия, которая была изгнана с приходом арабов. Католики возобновили миссионерскую деятельность лишь в 1860 году. Позже к ним присоединяются протестанты: англикане (1864), лютеране (1886), моравские братья (1891), адвентисты (1903).
В 1930-х годах в Танзанию прибывают миссионеры из различных скандинавских и американских пятидесятнических организаций. В 1956 году в Дар-эс-Салам начали миссию баптисты из Нигерии.
В 2010 году к Католической церкви относились 31,8 % жителей Танзании, протестантами были 27,3 %. Самыми крупными протестантскими конфессиями являются лютеране, пятидесятники и англикане (более двух миллионов каждая). Православие исповедует 41 тыс. танзанийцев.
Христиане составляют большинство среди таких народов Танзании как бемба, бена, гого, джагга, занаки, зинза, камба, кикуйю, кононго, куриа, матенго, намванга, нгонде, ндали, ндамба, пангва, пимбве, погоро, суба, фипа, хайя, хангаза, хехе и хуту. Христианами также являются проживающие в Танзании европейцы — греки, британцы, французы, немцы и др.

## Ислам
Первыми мусульманами на территории современной Танзании были арабские купцы, проникавшие на Занзибар и восточноафриканское побережье в период позднего средневековья. Первоначально ислам распространялся в городах прибрежных районов; в XIX веке ислам начинает проникновение в континентальную часть страны. В этот период в мусульманство переходят ряд африканских вождей. В период между двумя мировыми войнами распространение ислама заметно ускорилось. Во второй половине XX века общину мусульман пополнили иммигранты из Индии и Пакистана. В 1969 году был создан Национальный совет мусульман Танзании, управляющий делами мусульман и избирающий муфтия.
В настоящее время ислам исповедуют арабы, диго, зигуа, квере, куту, матумби, мачинга, нгиндо, нденгереко, ранги, руфиджи, сомалийцы, суахили и ширази. Мусульмане также составляют примерно половину среди зарамо, мвера, ньямвези, паре и шамбала; вторая половина этих народов исповедует христианство. Мусульмане проживают на островах архипелага Занзибар, а также в крупных городах страны.
Большинство мусульман Танзании придерживаются суннитского направления шафиитской правовой школы; есть также ханафиты. Среди проживающих в Танзании иностранцев и иммигрантов немало шиитов (исмаилитов и имамитов); выходцы из Омана придерживаются ибадизма. Начиная с 1934 года в Танзании действует ахмадийская мусульманская община.

## Местные верования
Доля сторонников местных верований неуклонно падала в течение всего XX века; с 90,5 % в 1900 году, до 32 % в 1970 и 16 % в 2000. В настоящее время среди народов Танзании распространены культ предков и почитание сил природы; в случае болезни многие танзанийцы обращаются к знахарям и колдунам.
Местных традиционных верований придерживаются большинство датога, исанзу, мбунга, ндендеуле и сандаве. Традиционные религии также распространены среди значительной части (40-60 %) народов джита, ираку, квайа, мамбве-лунгу, масаи, ньямбо, сангу и сукума; другая часть этих народов перешла в христианство. Наконец, в третьей группе народов (икизу, сафва, сумба и ха) анимисты составляют 30-40 %; часть этих народов исповедует христианство (30-40 %); остальные — ислам.

## Другие группы
Община индуистов (375 тыс. в 2010 году) состоит из потомков рабочих, переселившихся в Танзанию в начале XX века. По этнической принадлежности большинство индуистов — гуджаратцы. В число индуистов также включены сторонники неоиндуистских религиозных движений — Брахма Кумарис, кришнаиты, последователи Сатья Саи Бабы.
После второй мировой войны в стране возникла община бахаистов. С 1964 года действует Национальное духовное собрание Танзании. В 2005 году численность составила сторонников веры бахаи составила 191 тыс.
Потомки иммигрантов из Южной и Восточной Азии исповедуют буддизм (60 тыс.). Большинство живущих в Танзании панджабцев являются сикхами (13 тыс.). Среди иностранцев есть общины джайнов (10 тыс.), иудеев, зороастрийцев.
Неверующими и атеистами в Танзании являются 0,4 % населения (134 тыс.).